# Pinnau
 (août 2025).
Si vous disposez d'ouvrages ou d'articles de référence ou si vous connaissez des sites web de qualité traitant du thème abordé ici, merci de compléter l'article en donnant les références utiles à sa vérifiabilité et en les liant à la section « Notes et références ».
Le Pinnau est un affluent droit et oriental de l'Elbe d'environ 41 km de long, situé dans la partie sud du Schleswig-Holstein en Allemagne.

## Parcours
Le Pinnau prend sa source à Henstedt-Ulzburg, coule au début vers le sud et, depuis Pinneberg, vers l'ouest et se jette dans l'Elbe par le sud-est dans le territoire communal de Haselau. Dans son cours inférieur, le Pinnau forme la frontière entre le Marais de Haseldorf au sud et le Marais de Seestermüher au nord.

## Hydrologie
Jusqu'à Pinneberg, le niveau de l'eau du Pinnau dépend des marées, car l'estuaire de l'Elbe, qui est influencé par le marnage, pousse l'eau dans les estuaires. Depuis 1969, un barrage à l'estuaire protège l'arrière-pays des effets des tempêtes.

## Affluents
Les principaux affluents du Pinnau sont:
- Krambek, premier affluent du Pinnau.
- Bilsener Bek, second affluent (droite) du Pinnau.
- Ebach, affluent (gauche) à Ellerau.
- Gronau, affluent (gauche) entre Ellerau et Quickborn.
- Riedbach, affluent (droite) à Pinneberg.
- Mühlenau, affluent (gauche) à Pinneberg.
- Appener Au, affluent (gauche) à Appen.
- Bilsbek, affluent (droite) entre Prisdorf et Tornesch.
- Ohrtbrookgraben, affluent (droite) entre Tornesch et Uetersen.

## Histoire
Le Pinnau s'appelait autrefois Ütristina et plus tard Aue to Ueterst. Lors de l'Inondation de tous les enfants (Allerkindleinsflut) du 28 décembre 1248, il a changé de cours et pris son cours actuel.
Le Pinnau est traversé par le deuxième plus ancien pont tournant en service d'Allemagne, le pont tournant de Klevendeich, qui a été construit en 1887 dans le quartier de Klevendeich à Moorrege et qui est classé monument culturel.
Jusqu'au début des années 1960, le fleuve était l'un des plus pollués d'Allemagne, mais la qualité de l'eau s'est considérablement améliorée entre-temps.
Après des pluies torrentielles provenant des zones de basse pression "Freia I à IV" en décembre 2014, le Pinnau, ainsi que le Krückau et le Stör, ont atteint les niveaux d'eau les plus élevés jamais mesurés dans cette région (2,30 mètres au-dessus du niveau moyen de l'eau). Le Schleswig-Holstein avait ainsi reçu beaucoup plus de pluie jusqu'à la veille de Noël que la moyenne mensuelle de décembre.

## Voie navigable fédérale
Le Pinnau (Pi) est une voie navigable fédérale dans la zone de responsabilité de l'Office des voies navigables et de la navigation de Hambourg, depuis le bord sud-ouest du pont ferroviaire de Pinneberg jusqu'à son embouchure dans le Pagensander Nebenelbe au km 18,81. Il s'agit d'une des voies navigables intérieures sur lesquelles s'appliquent les règlements relatifs aux voies de navigation maritime.
De 1886 au début du siècle, le Pinnau a été élargi de son estuaire à Pinneberg, ce qui a permis de rendre son parcours considérablement plus rectiligne. Après 1930, d'autres mesures d'elargissement ont été prises en dessous d'Uetersen. De 1957 à 1962, l'estuaire fortement sinueux a été canalisé et un barrage de tête de 1 km de long a été construit.
Le barrage anti-tempête, construit en 1969, a une ouverture de navigation de 20 m de large avec des portes de calfeutrage ; les deux ouvertures latérales, de 8 m de large chacune, ont des portes levantes comme dispositifs de fermeture.
On discute actuellement de la question de savoir si, après la construction du contournement ouest de Pinneberg, le Pinnau devrait perdre son statut de voie navigable fédérale sur le tronçon entre Pinneberg et Uetersen, car depuis 1930 environ, seuls les 8 km situés en dessous d'Uetersen sont importants pour la navigation commerciale.
En raison des dépôts de limon, le Pinnau n'est plus utilisé depuis Pâques 2017 par les navires commerciaux, qui approvisionnaient auparavant les moulins à papier en matières premières.